# M-85 (autopista)
M-85, también conocida como Fort Street o Fort Road en toda su longitud, es una carretera troncal estatal en el estado de Míchigan (Estados Unidos). La carretera sirve a varios suburbios de Downriver en Detroit, así como a muchos vecindarios de la ciudad misma. Desde su terminal sur en la salida 28 en la interestatal 75 (I-75) hasta su segundo intercambio con salida 43 en la I-75 en el suroeste de Detroit, la M-85 es parte del Lake Erie Circle Tour. En el medio de su recorrido, sirve principalmente a áreas residenciales que corren paralelas a un par de líneas ferroviarias; la carretera transporta entre 5000 y 43 000 vehículos por día en promedio. Una vez en Detroit, Fort Street corre paralela a la I-75 durante varias millas antes de separarse cerca del Puente Ambassador. El extremo norte de la M-85 está en la intersección con Griswold Street en Downtown Detroit, a una cuadra del Campus Martius Park.
Dos carreteras anteriores no relacionadas llevaban la designación M-85. La primera estaba en el condado de Montcalm y la segunda cerca de Caro. Estos usos se retiraron en las décadas de 1930 y 1940, respectivamente. La actual M-85 fue creada en 1956 luego de la construcción de la Autopista Detroit-Toledo; el extremo norte original estaba en una intersección con la autopista US 25 en el centro. El extremo norte se truncó a fines de la década de 1960 hasta el cruce norte con la I-75. Luego, la carretera se extendió hasta el centro de Detroit en 2001.

## Descripción
M-85 comienza un intercambio direccional con I-75 cerca de Rockwood; el tráfico hacia o desde la I-75 en dirección sur debe utilizar Gibraltar Road en su lugar. Corre hacia el norte desde este intercambio hasta Gibraltar Road como una autopista completa; al norte de esa intersección, la carretera se convierte en un bulevar. Hay muchas empresas adyacentes a Fort Street en el área de Downriver con subdivisiones residenciales a ambos lados de ellas. La línea troncal es paralela a un par de líneas ferroviarias. En esta área, la M-85 también corre paralela, pero tierra adentro, a la parte sur del río Detroit. La carretera corre hacia el noreste a través de Gibraltar hasta Trenton, donde gira hacia el norte. Fort Street forma el límite entre Riverview y Trenton en el área cercana al centro comercial Riverview Landing entre King y Sibley Roads; al norte de este punto, Riverview se extiende a ambos lados de la carretera. En Pennsylvania Road, Fort Street cruza hacia la ciudad de Southgate y gira hacia el noreste cerca del edificio de oficinas de Southgate Tower. La carretera vuelve a su rumbo hacia el norte cerca de Memorial Park y continúa a lo largo de la línea de la ciudad de Southgate-Wyandotte. Esta área es principalmente vecindarios residenciales que se extienden en cuadrículas de calles a ambos lados del bulevar Fort Street, incluido el vecindario Old Homestead de Southgate.

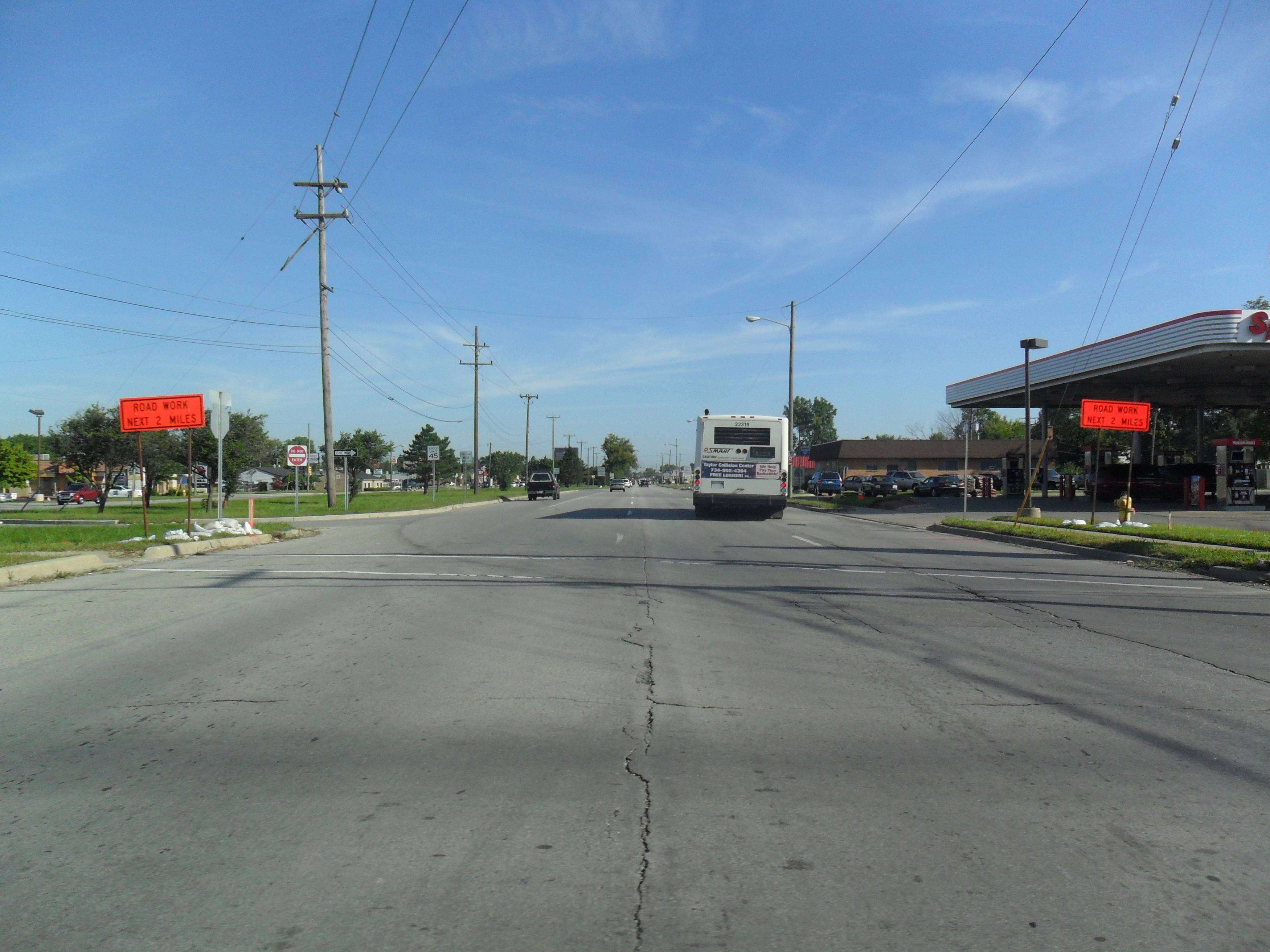
Carriles en dirección norte en Riverview

La carretera cruza la rama sur del río Ecorse y entra en la ciudad de Lincoln Park, a través de la cual Fort Street se inclina ligeramente hacia el noreste antes de girar bruscamente hacia el noreste en Champaign Road. La nueva dirección de la M-85 la mantiene paralela al río Detroit alrededor de 2 km distancia. Cuando la línea troncal cruza el brazo norte del río Ecorse, la M-85 ingresa a la ciudad de Detroit cerca de Outer Drive. Fort Street corre paralela a la I-75 a través de los vecindarios de Boynton – Oakwood Heights de la ciudad. Al norte de la intersección con la autopista Schaefer, la M-85 se encuentra con un intercambio con la I-75 y pasa por debajo de la autopista, cruzando hacia su lado noroeste. En este intercambio, la designación LECT se transfiere de M-85 a I-75. Fort Street continúa corriendo entre un área industrial y la I-75. En esta zona, la carretera cruza el río Rouge y gira de este a noreste. Fort Street continúa por el vecindario de Delray y pasa por el cementerio Woodmere antes de cruzar nuevamente por debajo de la I-75; no hay intercambio en esta ubicación. Estas dos carreteras continúan en paralelo al norte de Fort Wayne y Detroit Harbor Terminals / Boblo Island Detroit Dock Building ; La M-85 se cruza con Grand Boulevard y pasa por debajo de los accesos al Puente Ambassador ; La I-75 gira tierra adentro cerca de la plaza de peaje del puente al norte de Fort Street. La M-85 continúa a lo largo del río hasta el barrio de Corktown.

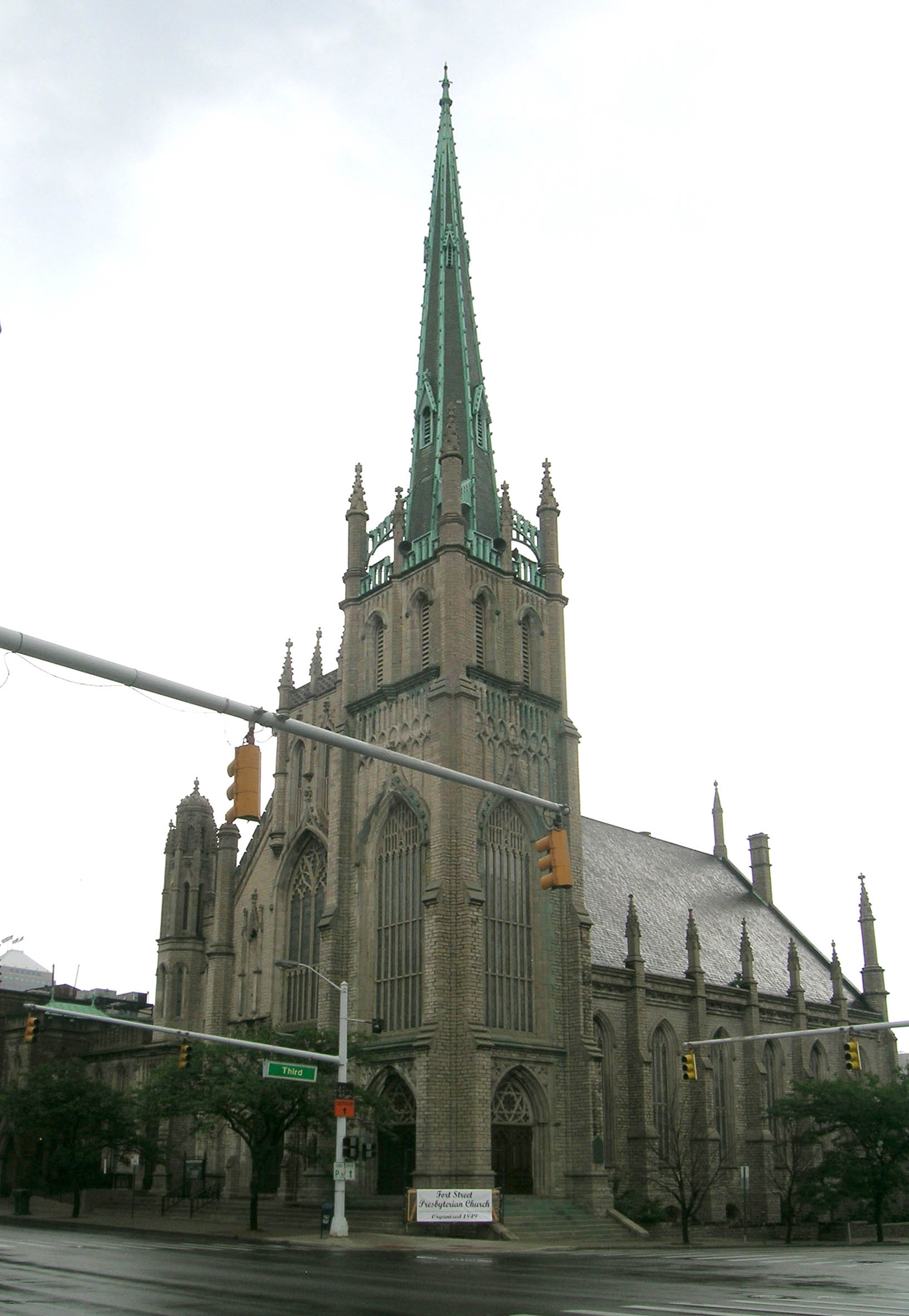
Iglesia Presbiteriana de Fort Street

A medida que la M-85 se acerca al centro de la ciudad, cruza el túnel ferroviario central de Míchigan, propiedad de Canadian Pacific. Varias cuadras más tarde, la carretera pasa sobre la M-10 (Lodge Freeway) sin un cruce cerca de Joe Louis Arena. Fort Street continúa llevando la designación M-85 hasta la intersección con Griswold Street, una cuadra al oeste de Campus Martius Park.
La M-85 es mantenida por el Departamento de Transporte de Míchigan (MDOT) como otras carreteras estatales en Míchigan. Como parte de estas responsabilidades de mantenimiento, el departamento rastrea el volumen de tráfico que usa las carreteras bajo su jurisdicción. Estos volúmenes se expresan utilizando una métrica llamada tráfico diario promedio anual, que es un cálculo estadístico del número promedio diario de vehículos en un segmento de la carretera. Las encuestas de MDOT en 2010 mostraron que los niveles de tráfico más altos a lo largo de la M-85 fueron los 42 786 vehículos a diario en Wyandotte ; el recuento más bajo fue 5976 vehículos por día en la terminal sur. Toda la M-85 ha sido incluida en el Sistema Nacional de Carreteras, una red de carreteras importante para la economía, la defensa y la movilidad del país. Entre los dos intercambios de la I-75, la M-85 es la línea troncal estatal más cercana al lago Erie y al río Detroit, lo que la convierte en parte del Tour del Círculo del Lago Erie (LECT).

## Historia

### Nombres anteriores
En 1919, la primera versión de la M-85 se extendió desde la M-66 este hasta la M-43 en Stanton en el condado de Montcalm. Esta carretera se amplió más tarde en 1929 desde Stanton al norte hasta Edmore. A fines de 1930, esta designación se eliminó cuando la M-57 se extendió por el área. Luego se designó un nuevo M-85 entre Mayville y Caro. Esta segunda designación fue reemplazada por un M-24 extendido y reencaminado a fines de 1941 o principios de 1942.

### Nombre actual
Cuando se inauguró la autopista Detroit-Toledo en 1956, varias carreteras locales recibieron la designación M-85 entre la nueva autopista en Woodhaven y el centro de Detroit. El extremo norte se truncó en 1968 al intercambio con la I-75 en Detroit cuando se completó esa autopista en el área. En la década de 1980, el estado de Míchigan creó los Great Lakes Circle Tours en consulta con los estados vecinos y la provincia de Ontario ; después de que se crearon las giras en 1986, se agregó la M-85 a la LECT.
A finales de 2000, MDOT propuso varios traslados por carretera en Detroit. Algunos de estos involucraron la transferencia de las calles de la ciudad en el área del Campus Martius Park bajo la jurisdicción del departamento al control de la ciudad; otra parte de la propuesta implicó que MDOT asumiera el control sobre una sección de Fort Street desde el entonces término norte de la M-85 hasta el entonces término sur de la M-3 en Clark Street. Cuando se completaron estas transferencias al año siguiente, la M-3 se dividió en dos segmentos discontinuos por los cambios de Campus Martius, y el segmento sur entre las calles Clark y Griswold se agregó a una M-85 extendida.